# Tewkesbury Medieval Festival
Tewkesbury Medieval Festival er et middelaldermarked i anden weekend af juli ved byen Tewkesbury i England. Under festivalen bliver slaget ved Tewkesbury genopført. Det oprindelige slag foregik i 1471, og genopførelsen foregår delvist samme sted. Festivalen indeholder også en et stort lejrområde med handlende, der sælger mad og rekonstruerede genstande fra perioden. Desuden er der musikere, gøgl og akrobater. Det er det største middelaldermarked i Storbritannien, og det nævnes i Footprint England som en af de "ti mest bizarre festivaler" i landet.
Tewkesbury Medieval Festival blev afholdt  første gange i 1984, hvor den bestod af blot 10 boder og et reenactment af slaget.